# Glocky
Glocky, pseudonimo di Davide Antonio Granelli (Piacenza, 12 maggio 2004), è un rapper italiano.

## Biografia

### 2019-2023: Esordi e Square Kidz
Esordisce a livello discografico pubblicando i primi singoli su SoundCloud, dove nel 2019 rilascia bk mixtape, realizzato insieme a Marshe. Al mixtape seguono alcuni singoli, tra cui scopafriend, in collaborazione con Fashion Forty.
Nel 2022, insieme agli altri membri del collettivo di rapper piacentini Square Kidz (Fashion Forty, Marshe e Baby Pie'), pubblica l'album Gli Angeli Non Piangono Mai e firma per l'etichetta Sugar Music.
Ad aprile 2023 è la volta del suo primo EP da solista: Antisocial (Pain B4 the Fame).

### 2024-presente:Northside MelodieseGlocky vs Kyddo
Il 2024 rappresenta l'anno più prolifico per l'artista: a maggio pubblica il suo primo album Northside Melodies, anticipato dai singoli Problem Solver, Lane Switch, Sembra Cap e Ridendo Nella Banca, in collaborazione con Luchetto; il progetto vede le partecipazioni di Low-Red, Fashion Forty e Waze RRX.
A giugno inizia a farsi notare partecipando al format esse Type Beat di Esse Magazine, rappando su un type beat di Nardo Wick. Successivamente, ad inizio agosto pubblica l'EP WE 2FLY insieme a Faneto. A novembre figura come collaborazione nel singolo Diablo di Kid Yugi e inizia ad acquisire popolarità. Pochi giorni dopo pubblica il suo secondo album, Glocky vs Kyddo, che vede le partecipazioni di Faneto, Nerissima Serpe, Fashion Forty e Waze RRX.
A gennaio 2025 figura come collaborazione in NUM3RI di Astro, Roccia Music di Waze RRX e Wet di Tony Boy.  Nel febbraio 2025 raggiunge per la prima volta un milione di ascoltatori mensili, il 14 febbraio stesso pubblica il singolo No iPhone, e sempre il 16 febbraio appare come ospite al primo concerto di Astro, mentre a marzo collabora in SMS di Low-Red, BILANCINO di Rrari dal Tacco, modelle di Fashion Forty e Il Doc 5 di Villabanks, insieme a Guè e Sayf.
Ad aprile partecipa, insieme a Rrari dal Tacco, Promessa, Latrelle, Ele A, Sayf, Melons e Faneto, a Players Club '25, posse cut del produttore The Night Skinny che vede riuniti i principali artisti emergenti del momento.

## Discografia

### Album in studio
- 2022 – Gli Angeli Non Piangono Mai (con gli Square Kidz)
- 2024 – Northside Melodies
- 2024 – Glocky vs Kyddo

### EP
- 2023 – Antisocial (Pain B4 the Fame)
- 2024 – WE 2FLY (con Faneto)

### Mixtape
- 2019 – bk mixtape